# Maxambomba
Maxambomba (corruptela da expressão da língua inglesa machine pump) era um veículo de transporte de passageiros constituído de uma pequena locomotiva, cuja cabine não tinha coberta, que puxava dois ou três vagões, de um ou dois andares.
A maxambomba do Recife, inaugurada em 1867, foi o primeiro trem urbano da América Latina. 
Em 1864 foi inaugurada uma linha de bonde com tração animal no bairro Menino Deus, em Porto Alegre que transitava sobre trilhos de madeira, que chegou a ser chamado de maxambomba, talvez apenas por alusão à própria maxambomba   
O antigo Engenho Maxambomba, em Nova Iguaçu, derivou seu nome do mecanismo sobre trilhos usado para carregar as embarcações que desciam o Rio Apeterei (mais tarde, Rio Maxambomba) em direção ao Rio de Janeiro. Em 1858 foi inaugurada a Estrada de Ferro Dom Pedro II ligando a capital do Império a São Paulo e Minas Gerais. A estação localizada no atual município de Nova Iguaçu foi batizada como Maxambomba. O povoado com o mesmo nome tornou-se distrito sede e elevado à categoria de cidade em 1891, passando a se chamar Nova Iguassu a partir de 1916.